# Liberát Kech
Liberát Kech OFM (1705/1706-1774), též Liberát Köch, latinsky Liberatus Koch byl františkán, pravděpodobně německého jazyka působící v českých zemích. Narodil se v roce 1705 nebo 1706 v Plzni, řádové sliby složil v roce 1723 nebo následujícím. V průběhu roku 1742 působil jako kvardián konventu v Nyse, kde nechal přestavět bývalý špitál na cely řeholníků, refektář a knihovnu. Již dříve však nepochybně vyučoval na klášterních školách františkánské studenty. Roku 1745 totiž působil jako „lector teologiae generalis,“ jichž bylo v celé provincii jen několik. Jako takový kontroloval bezchybnost děl františkánských autorů určených k tisku, konkrétně knihu Severina Vrbčanského „Nucleus minoriticus“. Díky jeho přehledu v literatuře mu ostatní spolubratři svěřili funkci knihovníka kláštera v Plzni. Za pomoci vzdělanějších řeholníků z kláštera, zejména německých kazatelů, plzeňskou františkánskou knihovnu v letech 1746-1747 nově utřídil a svazky uložil do zrekonstruovaného mobiliáře.
Nejpozději po kapitule v září 1750 bratr Liberát zanechal učitelské činnosti (dále titulován jako „lector emeritus“) a jako dostatečně zkušený řeholník byl tehdy jmenován provinčním sekretářem a o šest let později provinčním definitorem.
Do plzeňského kláštera se Liberát Kech vrací z rozhodnutí řádových představených v roce 1755. Od následujícího roku řídil místní konvent jako kvardián, až do roku 1758, kdy rodnou Plzeň opět opouští. Na řádové kapitule byl v roce 1762 zvolen provinciálem (provinčním ministrem) českých františkánů, jímž byl jedno volební období do roku 1765. Jako provinciál sídlil zřejmě v opavském františkánském konventu u Svaté Barbory, kde mimo jiné v červenci 1765 udělil svolení k vytištění knihy „Fragmentum Juris Canonici“ od Alberta Langnera. Nezapomínal však tehdy ani na plzeňský konvent. Jako provinciál nechal v roce 1764 zaplatit úpravy vybavení plzeňského františkánského kostela, včetně nové krypty pod chrámem. O dva roky později zařídil opravu chóru a zajistil a zaplatil opravu poškozených svazků v plzeňské knihovně, jejich jednotné označení bílou barvou na hřbetě i sepsání do nového katalogu.
Po skončení funkce provinciála Liberát Kech zůstává doživotním (habituálním) členem vedení české františkánské provincie jako definitor a kustod. Závěr života strávil zřejmě v rodné Plzni, kde 6. listopadu 1774 umírá jako jubilant (51 let) od řádových slibů a kde byl také pohřben.